# Zona antàrtica
L'Antartica és una de les vuit ecozones terrestres del planeta. L'ecozona es troba a la zona polar antàrtica, la zona climàtica polar de l'hemisferi sud de la terra. Inclou l'Antàrtida i les illes subantàrtiques dels oceans Atlàntic, Índic i Pacífic.
El krill és una de les claus de l'ecosistema antàrtic. L'oceà antàrtic té molt de plàncton perquè al voltant del gel del continent hi ha una ascensió d'aigua que aporta nutrients.

## Història
Fa milions d'anys el clima de l'Antàrtida era molt més càlid i s'hi establí la flora antàrtica, amb boscos de podocarps i nothofagus. Fa 30 milions d'anys l'Antàrtida es va separar de Sud-amèrica i es va formar el corrent antàrtic circumpolar que va aïllar el continent i el va fer refredar. Per això encara perviu la flora antàrtica a la ecozona neotropical i d'Australàsia que també formava part de l'escindit continent anomenat Gondwana.

## Ecoregions]
- Tundra distribuïda en quatre ecoregions.[4]